# Münchner Schriftstellerinnen-Verein
Der Münchner Schriftstellerinnen-Verein war ein Münchner Verein, der als Teil der Ersten Frauenbewegung 1913 von Emma Haushofer-Merk und Carry Brachvogel gegründet wurde. Als Zusammenschluss von Schriftstellerinnen setzte er sich für deren Interessen ein und forderte insbesondere die gleiche Entlohnung von Frau und Mann. Nach der Machtergreifung durch die Nationalsozialisten wurde der Verein 1933 im Zuge der Gleichschaltung aufgelöst.

## Geschichte

### 1913–1918

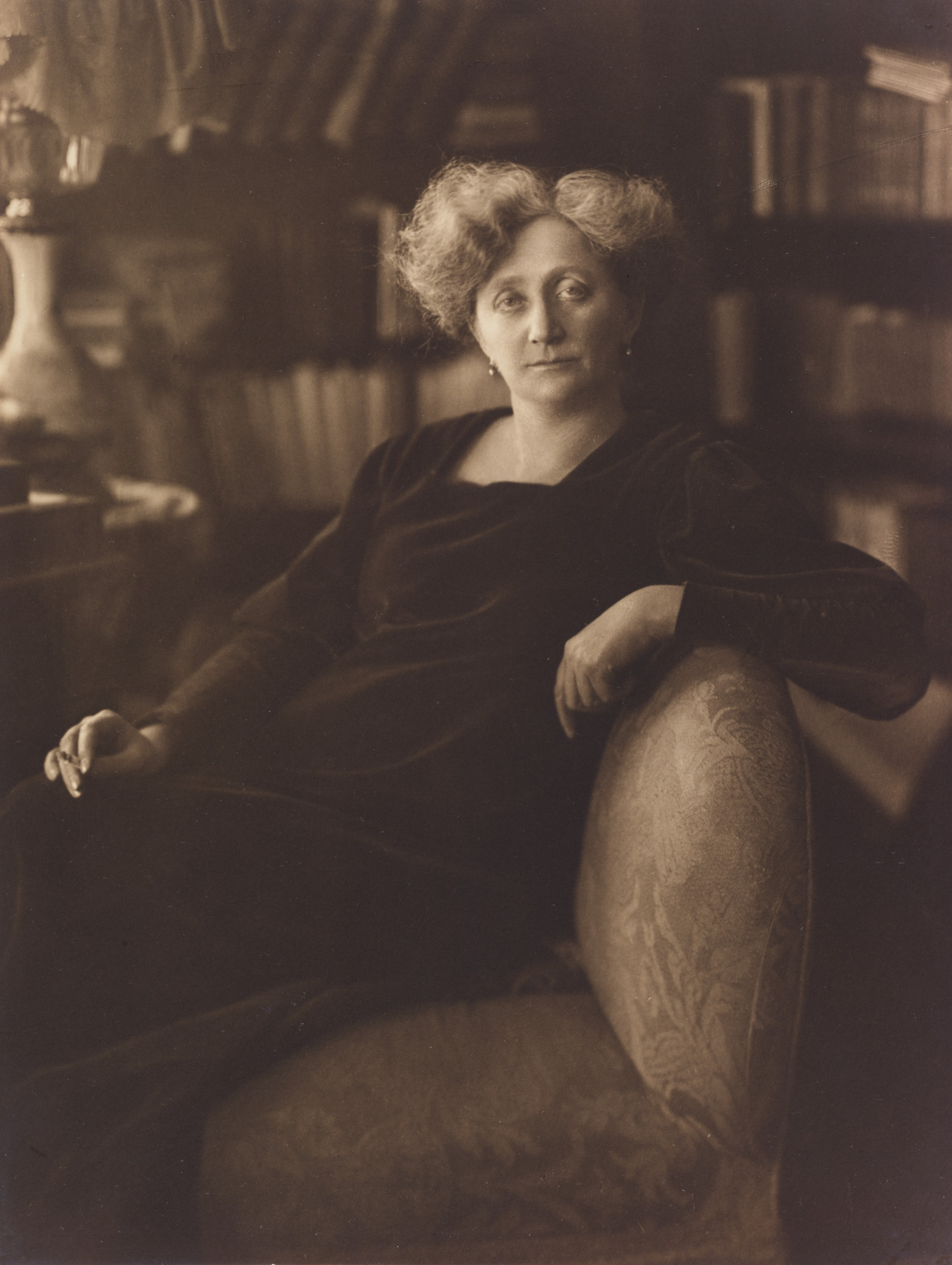
Carry Brachvogel

Im November 1913 wurde auf Initiative der Münchner Schriftstellerinnen Emma Haushofer-Merk und Carry Brachvogel und mit Unterstützung des Vereins für Fraueninteressen der Münchner Schriftstellerinnen-Verein gegründet. Die Initiatorinnen waren Mitglieder des Vereins für Fraueninteressen; Haushofer-Merk war bis 1913 die zweite Vorsitzende des Vereins, wogegen Brachvogel die Kommission für Bühnenangelegenheiten leitete und Beisitzerin im Vorstand war. Die erste Sitzung des zunächst „Verein der Münchner Schriftstellerinnen“ genannten Verbundes fand im Lokal des Vereins für Fraueninteressen statt. 68 Münchner Schriftstellerinnen und Journalistinnen traten bei dieser Sitzung bei, darunter Ricarda Huch, Annette Kolb, Isolde Kurz, Elsa Bernstein, Anna Croissant-Rust, Eva Gräfin von Baudissin, Helene Raff, Frieda Port und Emma Klingenfeld. Haushofer-Merk wurde erste Vorsitzende, Brachvogel zweite Vorsitzende.
Der Zweck des Vereins war der Zusammenschluss der in München lebenden Schriftstellerinnen und Journalistinnen mit dem Ziel, die Interessen des Standes und der einzelnen Autorinnen zu vertreten. Dies sollte durch gegenseitige Besprechungen, Beratungen und Erfahrungsaustausch erreicht werden. Eine „geistige Arbeitsgemeinschaft“ sollte zwischen den Mitgliedern herbeigeführt und unerfahrenen Schriftstellerinnen mit Rat und Tat zur Seite gestanden werden. Der Verein verbot seinen Mitgliedern, ohne Bezahlung zu schreiben, und forderte die gleiche Entlohnung für Frauen wie Männer. Der Jahresbeitrag betrug zunächst zwei Mark. Die Mitglieder trafen sich regelmäßig, um die einschlägigen Fragen zu diskutieren.
In den folgenden Jahren korrespondierten die Vorsitzenden rege mit Verlagen, Verlegern und Institutionen und setzten sich für die Rechte der Mitglieder ein. Über die alljährlich im November stattfindende Hauptversammlung wurde jeweils in den Münchner Neuesten Nachrichten berichtet. Am 15. Januar 1918 erfolgte der Eintrag in das Bayerische Vereinsregister, nun unter dem Namen Münchner Schriftstellerinnen-Verein.

### 1919–1933
Nach Ende des Ersten Weltkriegs hatte sich die finanzielle Situation vieler Mitglieder verschlechtert. Dies traf auch auf die beiden Vorsitzenden, Brachvogel und Haushofer-Merk, zu. Viele hielten 1919 bei Vereinstreffen Referate über ihre finanziellen Nöte und ihre schwierige Situation. Ab 1921 konnte der Verein für seine Mitglieder einen Juristen als Rechtsbeistand in juristischen Fragen anbieten. Ab 1924 fanden Sitzungen, Generalversammlungen und Feste im Gartenhaus des Münchner Künstlerinnen-Vereins statt. Ein allgemein beachtetes Vereinsfest war am 14. Juni 1924 die gemeinsame Feier des 70. Geburtstag von Haushofer-Merk und des 60. Geburtstag von Brachvogel. Dazu schickte auch der Deutsche Schriftstellerinnenbund (Berlin) Glückwünsche, und republikweit erschienen Zeitungsartikel, in denen die Jubilarinnen gewürdigt wurden.
Nach dem plötzlichen Tod Haushofer-Merks am 11. April 1925 wurde Brachvogel zur neuen ersten Vorsitzenden des Vereins gewählt. Lu Volbehr wurde zweite Vorsitzende. Nach Volbehrs Umzug nach Berlin 1927 wurde die Schriftstellerin Eva von Baudissin in dieses Amt gewählt. Weiterhin referierten die Münchner Neuesten Nachrichten alljährlich über die Generalversammlungen. Die Vortragsthemen und die überlieferte Vereinskorrespondenz zeigen, dass sich Brachvogel angesichts von Inflation, den erschwerten Arbeitsbedingungen und schlechten Verdienstmöglichkeiten intensiv für die Belange der Mitglieder einsetzte. 1927 kaufte der Verein eine kleine Bibliothek an und richtete einen Hilfsfonds für bedürftige Mitglieder ein.
Nach der Machtübernahme durch die Nationalsozialisten 1933 kam es zur Gleichschaltung der Frauenvereine. Die Vereinsmitglieder entzogen Brachvogel, die jüdischer Herkunft war, im Mai 1933 auf schriftlichem Weg den Vorsitz. Baudissin wurde erste Vorsitzende. Bei einer Mitgliederversammlung am 4. Oktober 1933 beschlossen die Mitglieder, den Verein ganz aufzulösen. Die Auflösung wurde am 20. November vom Amtsgericht München bestätigt. Baudissin übergab am 7. Dezember 1933 die Vereinsakten dem Stadtarchiv München zur dauernden Aufbewahrung, darunter die Korrespondenz, die Stempel und das Protokollbuch.